# المزق العالي (القفر)

تعديل مصدري - تعديل

المزق العالي محلة تابعة لقرية بيت الغماري، التابعة لعزلة حمير بمديرية القفر إحدى مديريات محافظة إب في الجمهورية اليمنية، بلغ تعداد سكانها 80 حسب تعداد اليمن لعام 2004.